# Vampire Academy
Vampire Academy är en ungdomsfilm från 2014 baserad på bokserien med samma namn av Richelle Mead. Den handlar om två unga vampyrer, Rose Hathaway (Zoey Deutch) och Vasilisa Dragomir (Lucy Fry) som går på internatskolan St. Vladimirs Academy. Efter att hennes föräldrar dör i en bilolycka är Vasilisa den sista kvar i den kungliga familjen Dragomir. Rose tränar hårt varje dag på skolan för att bli Vasilisas beskyddare och försvara henne mot det onda vampyrsläktet "Strigoi" som överlever genom att dricka blodet från de kungliga familjerna. När konstiga saker plötsligt börjar hända på skolan tror tjejerna först att några barnsliga och avundsjuka klasskamrater ligger bakom spratten, men efter ett tag förstår de att något mycket mörkare och farligare lurar utanför skolans trygga murar.